# 82mm迫撃砲BM-37
82mm迫撃砲BM-37（露：82-мм батальонный миномета обр. 1937 г）は、第二次世界大戦で赤軍が使用していた迫撃砲である。

## 概要
フランス製のブラント81mm迫撃砲Mle27/31の改良型に当たるが、砲本体の形状はごく一般的なもので外見上特にこれと言って目立つ特徴は無い。最大の特徴は口径がオリジナルの81mmよりもやや大きめの82mmとなっていることである。このため、外国軍で一般的に使用されている81mm迫撃砲ではソ連の82mm迫撃砲弾を鹵獲しても流用できないが、ソ連の82mm迫撃砲は鹵獲した敵の81mm迫撃砲弾を発射可能である。

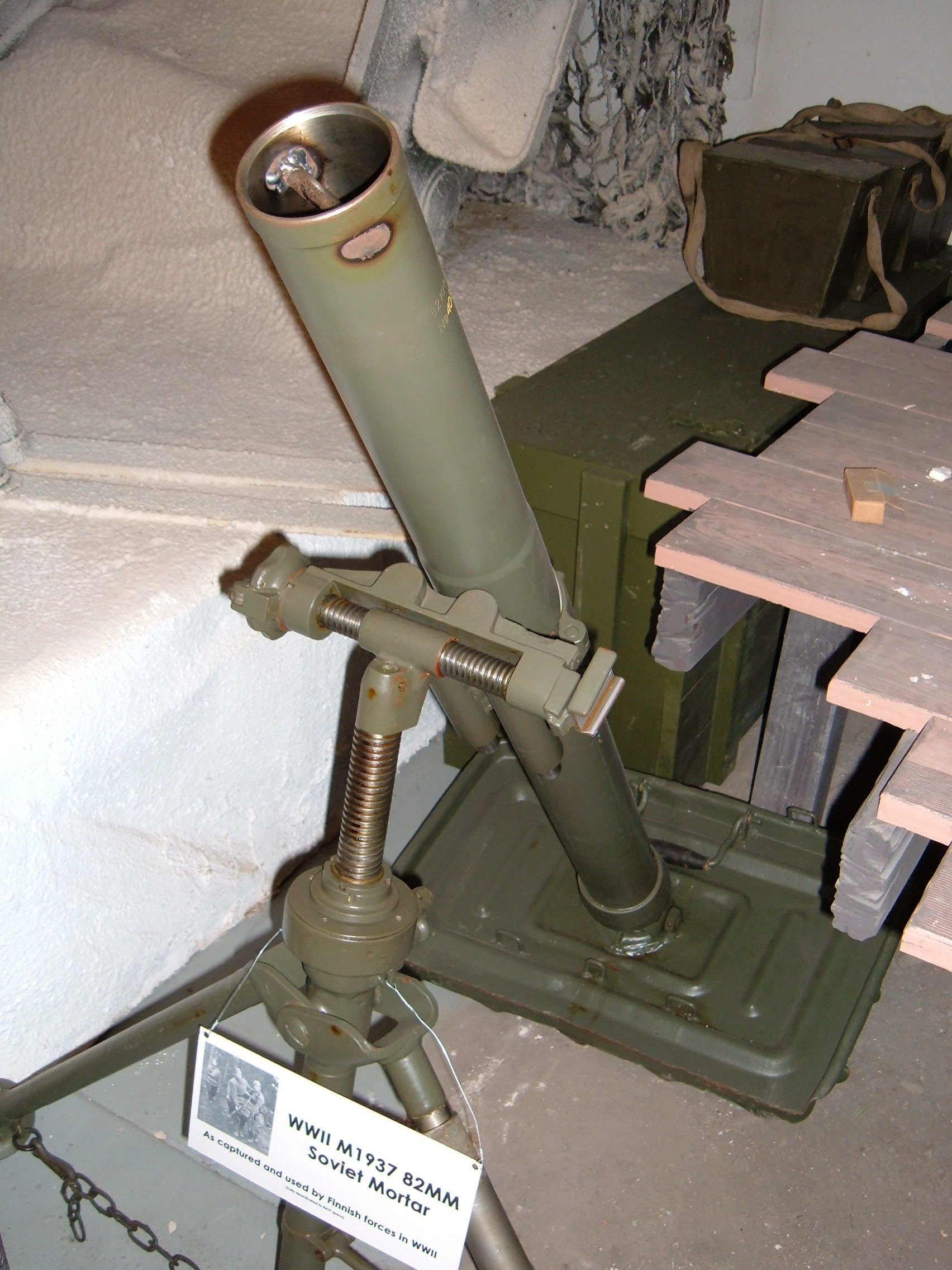
82mm迫撃砲BM-36の初期生産型。展示品のため砲身の内腔にはインサートが溶接され、砲弾を装填できないよう処理されている

この特徴は、大祖国戦争序盤においてドイツの8 cm sGrW 34への82mm迫撃砲弾の流用を不可能とし、ドイツの戦力増強にならないようにすることができただけでなく、後の冷戦時代でもこれを供与された共産系反政府ゲリラ組織が親米・親西側政府軍から奪取した81mm迫撃砲弾を利用した弾薬調達を容易とし、ゲリラ戦遂行に対する大きな一助となった。
しかし、大祖国戦争序盤の劣勢時にはかなりの数の「砲」そのものが接収され、BM-36には8.2cm迫撃砲274/1（r）の名称が、BM-37には8.2cm迫撃砲274/2（r）の名称が、BM-41には8.2cm迫撃砲274/3（r）の名称がそれぞれ与えられ、ドイツ軍によって使用されている。なお、これらの砲から81mm迫撃砲弾を発射した際には、砲弾と砲身との間のすき間が大きくなるため、命中率が著しく低下する。

## 派生型
ソ連の82mm迫撃砲は、時期によって4種類の生産型に分類される。
BM-36
初期型。支持架は逆Y字型二脚で、底盤の形状は、開発当時のストークブラン81mm迫撃砲で一般的な長方形である。
BM-37
最初の改良型で底盤の形状が円盤形に変更された他、砲口に砲弾の二重装填を防止する装置が取り付けられている。なお、同様の二重装填防止装置は120mm迫撃砲PM-43にも取り付けられている。
生産は戦後も続行されて東側諸国に大量供与されたほか、中国や東欧などでライセンス生産もおこなわれている。
BM-41
支持架の形状を、逆Y字型よりも生産の容易な逆T字型に変更（折り畳み可能）。また、兵士1人での迅速な運搬を容易とするために、支持架に車輪を取り付けることも可能となっている。BM-43の生産開始に伴い、生産は終了した。
BM-43
支持架の形状はBM-41と同様の逆T字型であるが、折り畳み機構を廃止し車輪を固定装備とするなど、構造を更に簡略化している。分解して運ぶ際に支持架の重量と容積増加が嫌われたのか、戦後に生産は終了している。

## 戦歴
開発時期を考えると、ノモンハン事件や冬戦争に投入された可能性もあるが、具体的な戦歴は不明。大祖国戦争においては赤軍の大隊迫撃砲として、より上位の120mm迫撃砲PM-38と共に広く使用された。第二次世界大戦以降も長期にわたって生産が続けられ、中国では53式82mm迫撃砲としてライセンス生産が行われるなど、東側諸国の標準迫撃砲となった。
冷戦時代には東側諸国の政府軍は勿論、ベトコンなどの共産系反政府ゲリラ組織にも多数が供与されている。1970年代後半からは軽量化などの改良が加えられた新型の82mm迫撃砲2B14への更新が進められたが、多くが予備兵器として保管されていると思われる。

## 運用国

### 現用
- カーボベルデ - 2023年時点で、カーボベルデ国家警備隊が12門のBM-41を保有[2][3]。
- ギニアビサウ - 2024年時点で、ギニアビサウ陸軍がBM-43を保有[4]。
- ハンガリー - 2024年時点で、ハンガリー陸軍が50門のBM-37を保有[5]。
- カザフスタン - 2011年時点で、BM-43を保有[2]。
- マダガスカル - 2023年時点で、マダガスカル陸軍がBM-37を保有[6]。
- モルドバ - 2023年時点で、モルドバ陸軍が75門のBM-37を保有[7]。
- タンザニア - 2024年時点で、タンザニア陸軍が100門のBM-43を保有[8]。